# Tushingham-cum-Grindley, Macefen and Bradley
Tushingham-cum-Grindley, Macefen and Bradley est une paroisse civile du Cheshire, en Angleterre.